# Triumph Rocket III
Die Triumph Rocket III ist ein Motorrad des britischen Herstellers Triumph Motorcycles.

## Modelle
Modellvarianten sind die
- Touring: die Änderungen betreffen in erster Linie Fahrwerk, Optik und Ausstattung. Ausladende Radabdeckungen vorn wie hinten, Speichenräder, einen klassischen Rundscheinwerfer und zusätzlich Chrom, Koffer und Windschild sowie einen schmaleren 180er Hinterreifen für verbesserte Kurveneigenschaften.
- Classic: zusätzlich mit Trittbrettern ausgerüstet und einer Zweifarblackierung versehen
- Roadster: ab Modelljahrgang 2010; Eingeschwärzte Chromteile, matte oder glänzende schwarze Lackierung mit 2 weißen oder roten Streifen und veränderter Sitzposition.
- Rocket X – LIMITED EDITION: 500 Stück; Sonderlackierung schwarz/silber und schwarze Auspuffanlage.

## Beschreibung
Grund für die Einführung eines neuen Modells im Triumph-Angebot waren veränderte Kundenwünsche speziell im nordamerikanischen Markt.
Die Triumph Rocket III hat einen längs eingebauten Dreizylindermotor mit 2294 cm³ Hubraum, Einspritzung und geregeltem Katalysator. Er leistet bis zu ca. 103 kW (140 PS), das maximale Drehmoment von rund 200 Nm liegt bei 2500 min−1 an.

## Rocket III Roadster
2013 ersetzte die ungedrosselte Variante Rocket III Roadster die Rocket III im Triumph-Portfolio. Deren Motor leistet nun 108,8 kW (147,9 PS), das maximale Drehmoment liegt bei 221 Nm (2750 min−1).

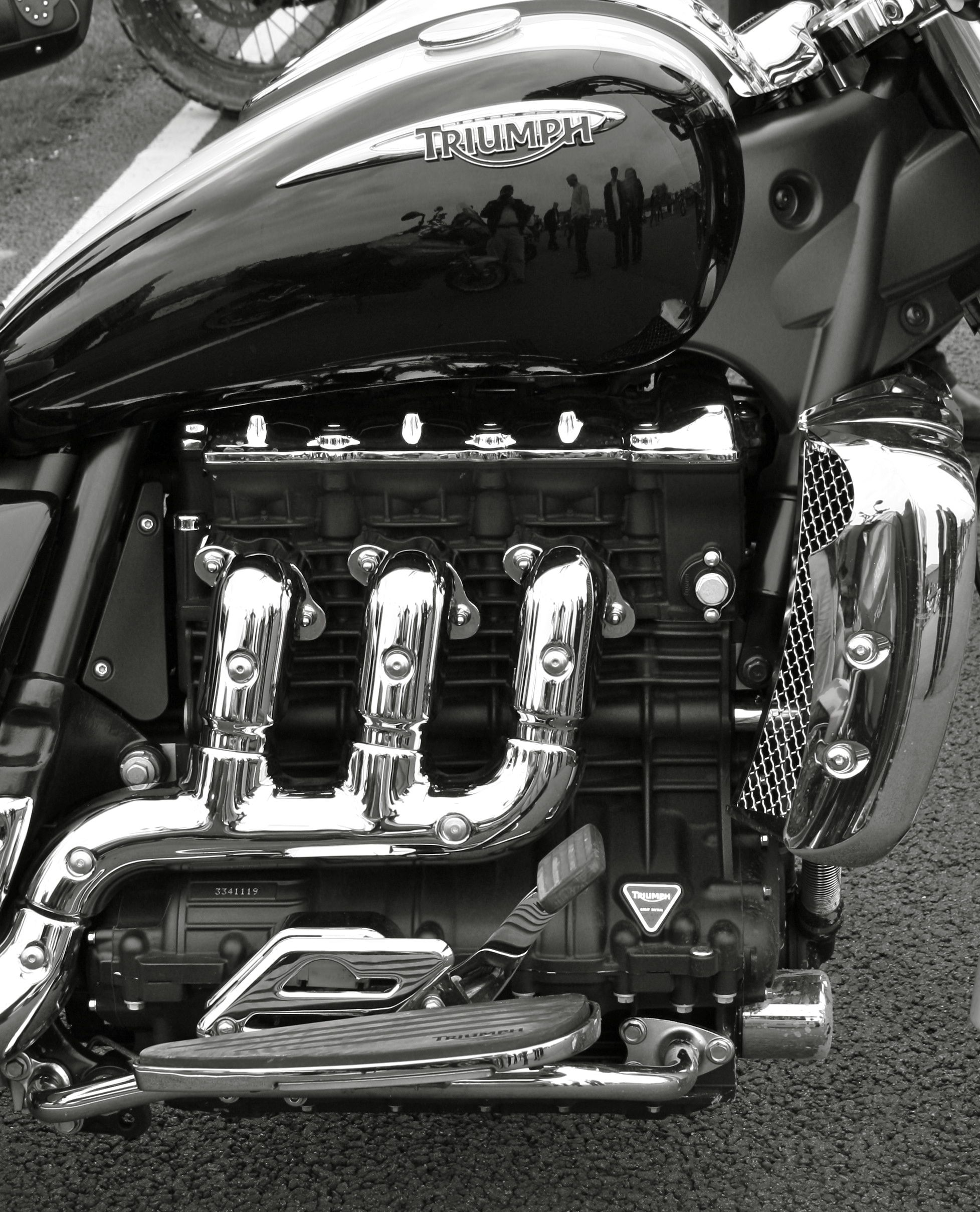
Motor
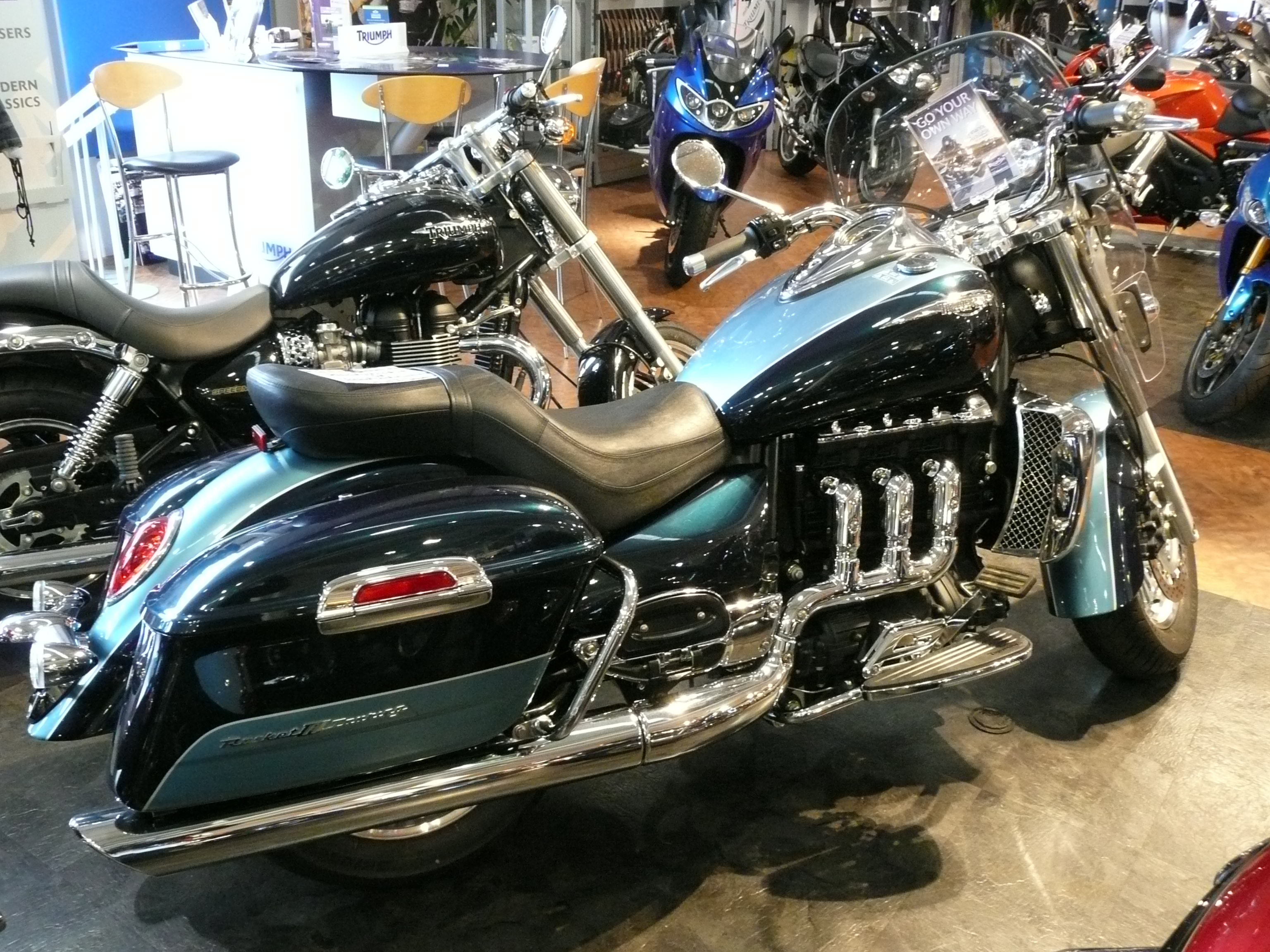
Touring
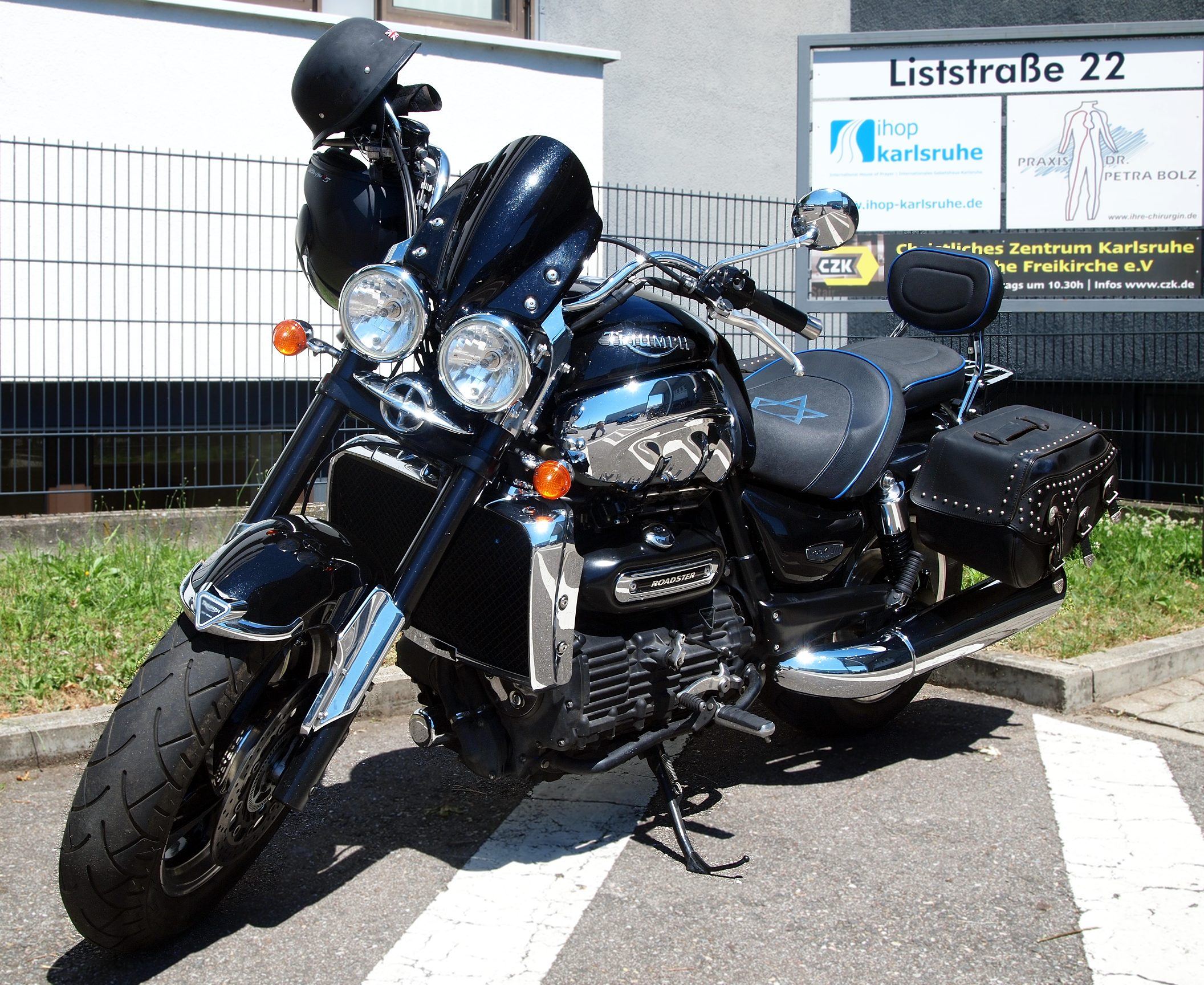
Roadster
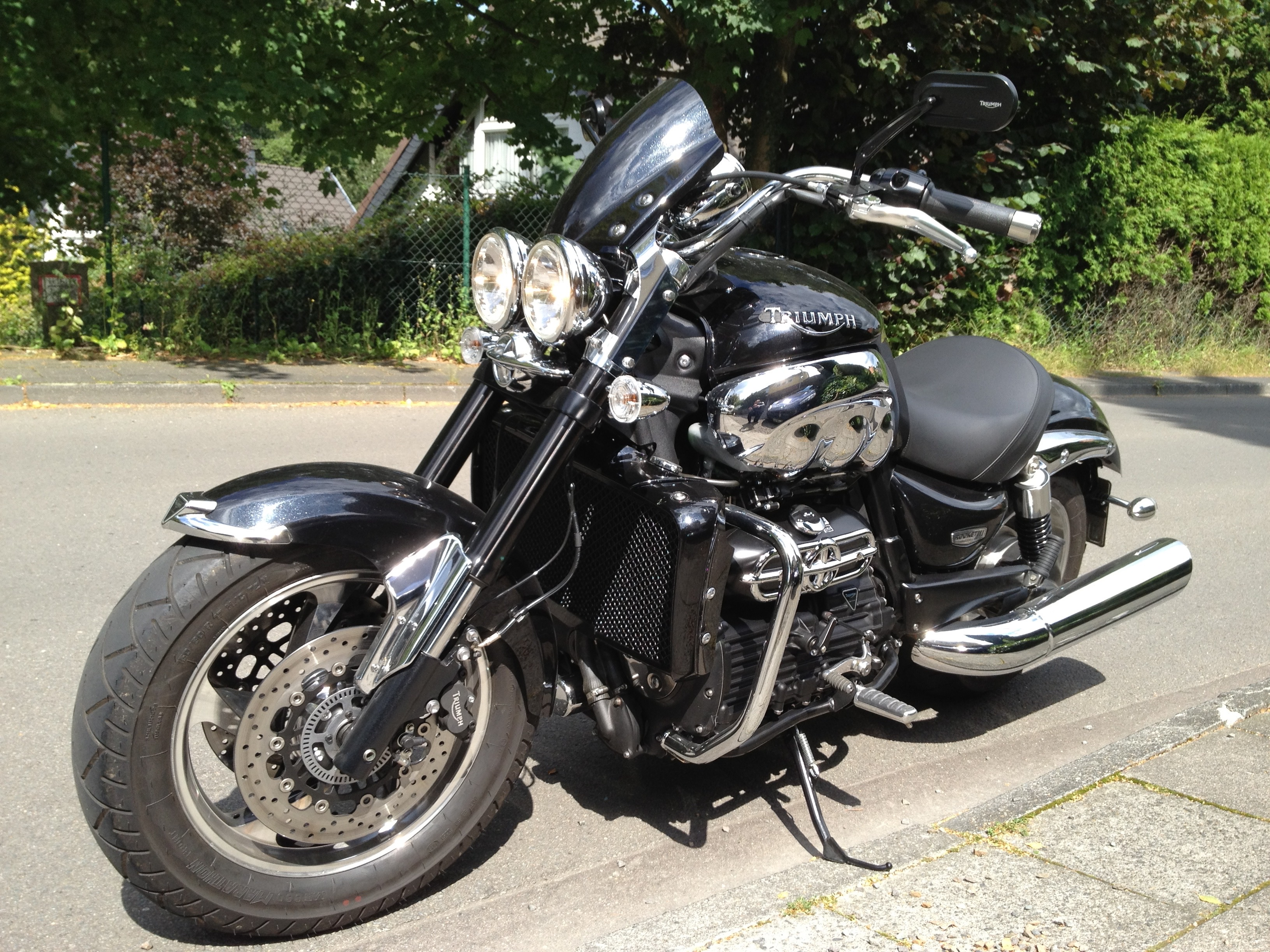
Triumph Rocket III Roadster Single Seat

## Geschwindigkeitsrekord
Der mit zwei modifizierten Rocket-III-Motoren ausgestattete Triumph Infor Rocket Streamliner erreichte, gefahren von Guy Martin am 8. August 2016 auf den Bonneville Salt Flats, eine Geschwindigkeit von 441 km/h und wurde damit zur schnellsten je gebauten Triumph.